# Borken (Renania del Norte-Westfalia)
Borken es un municipio situado en el distrito de Borken, en el estado federado de Renania del Norte-Westfalia (Alemania), con una población a finales de 2016 de unos 42 388 habitantes.
Se encuentra ubicado al noroeste del estado, en la región de Münster, cerca de la frontera con Países Bajos.

### Galerìa

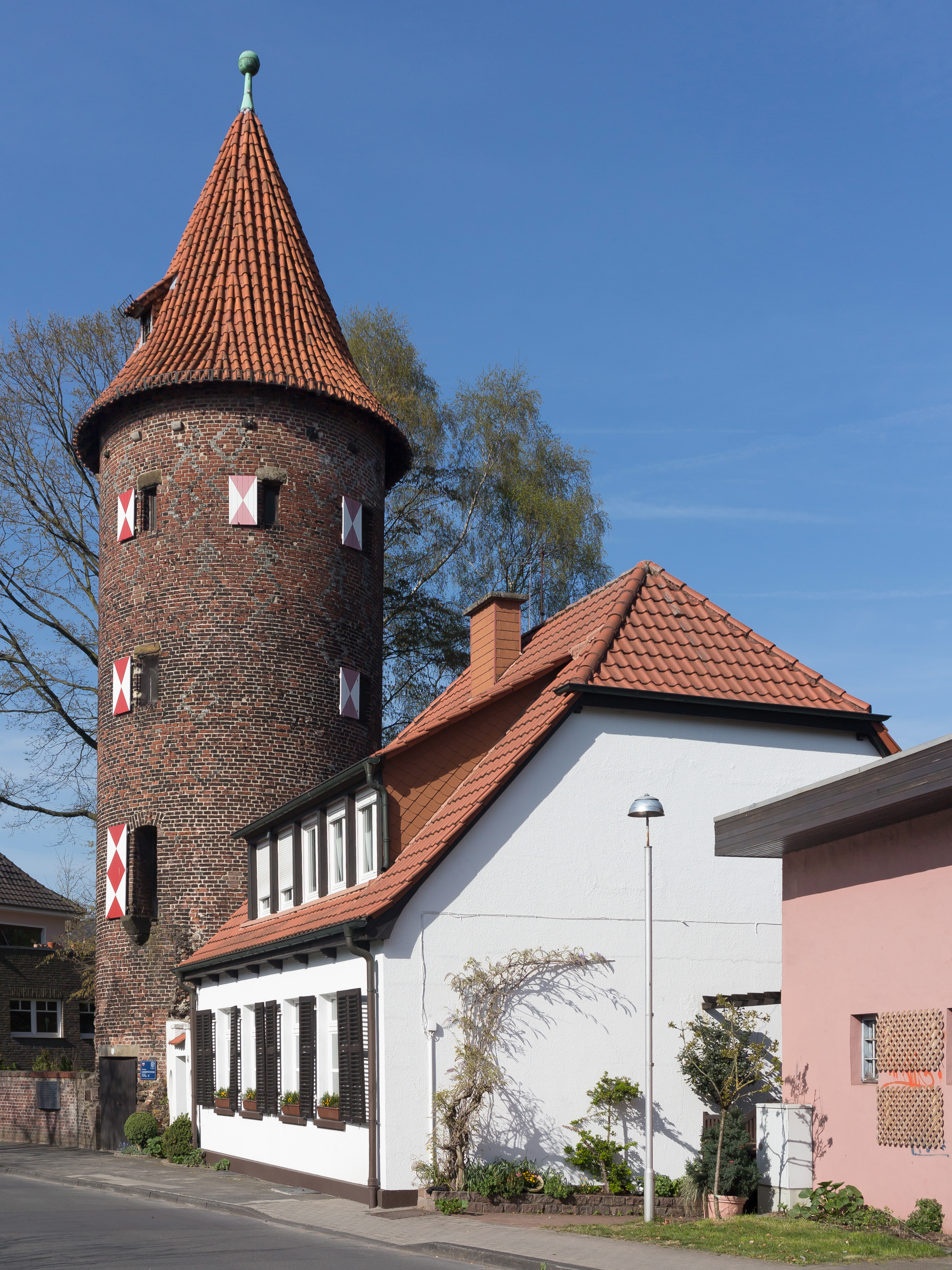
Borken, el torre: Kuhmturm
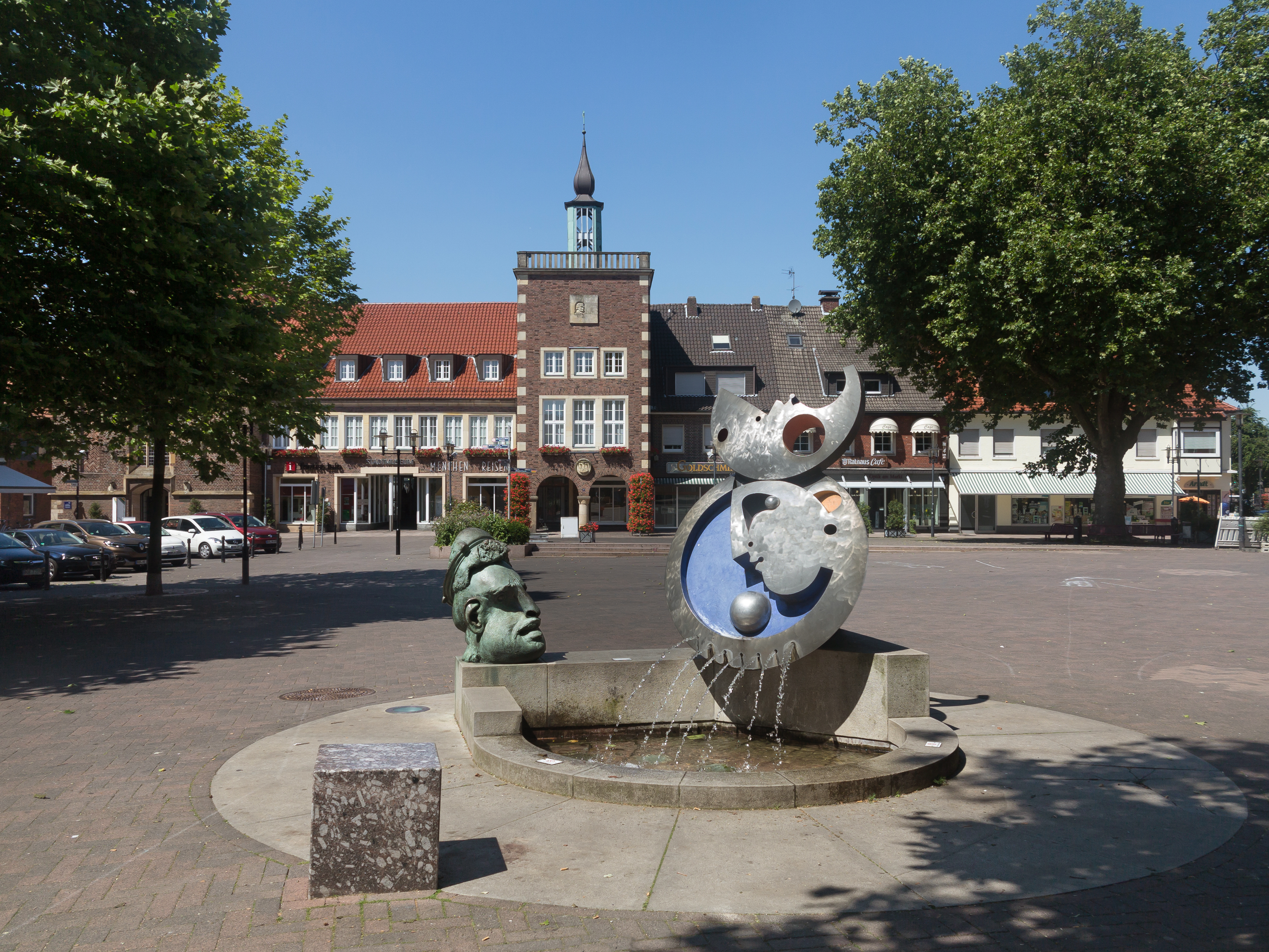
Borken, la escultura en el Mercado
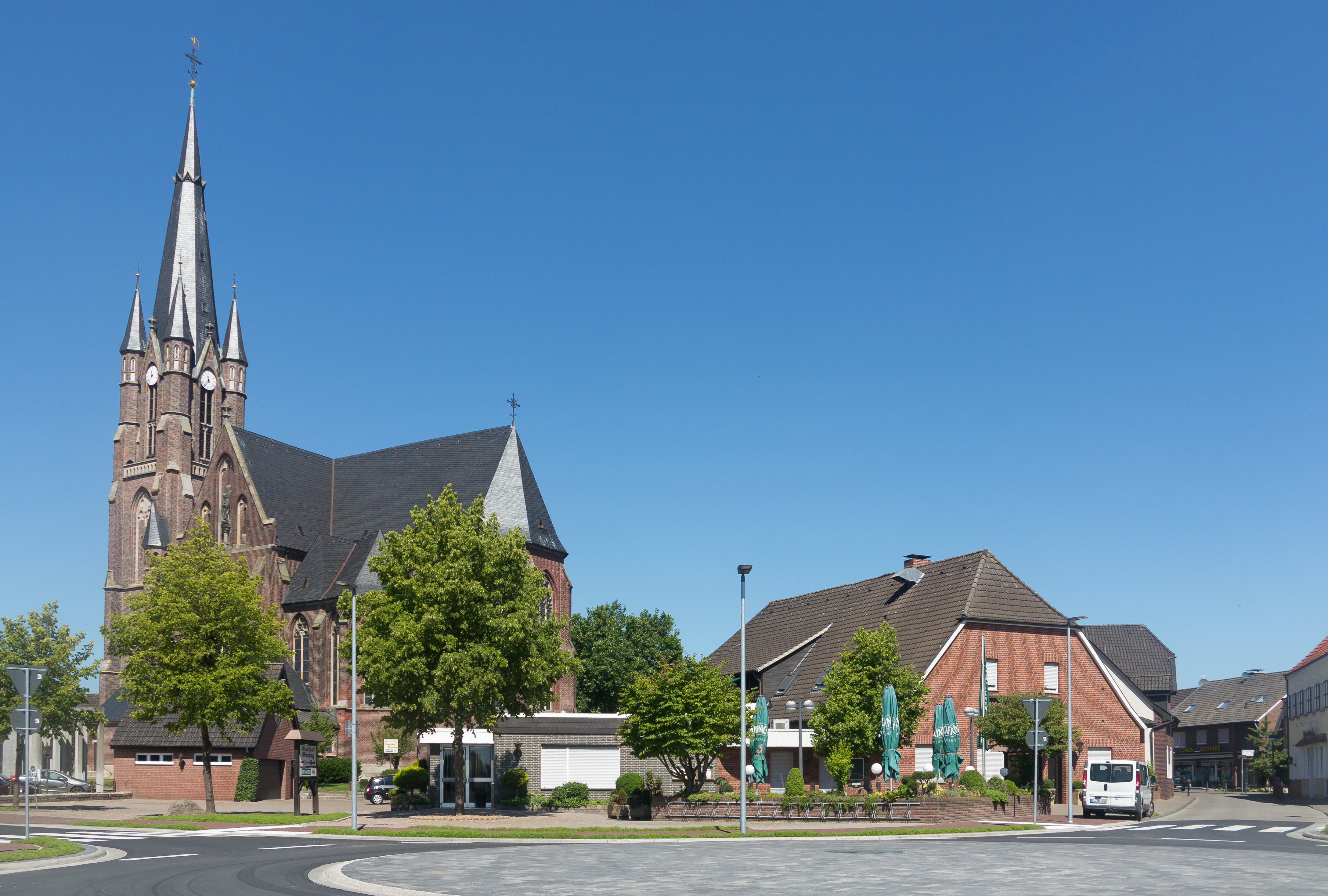
Weseke, la iglesia catolica: Pfarrkirche Sankt Ludgerus
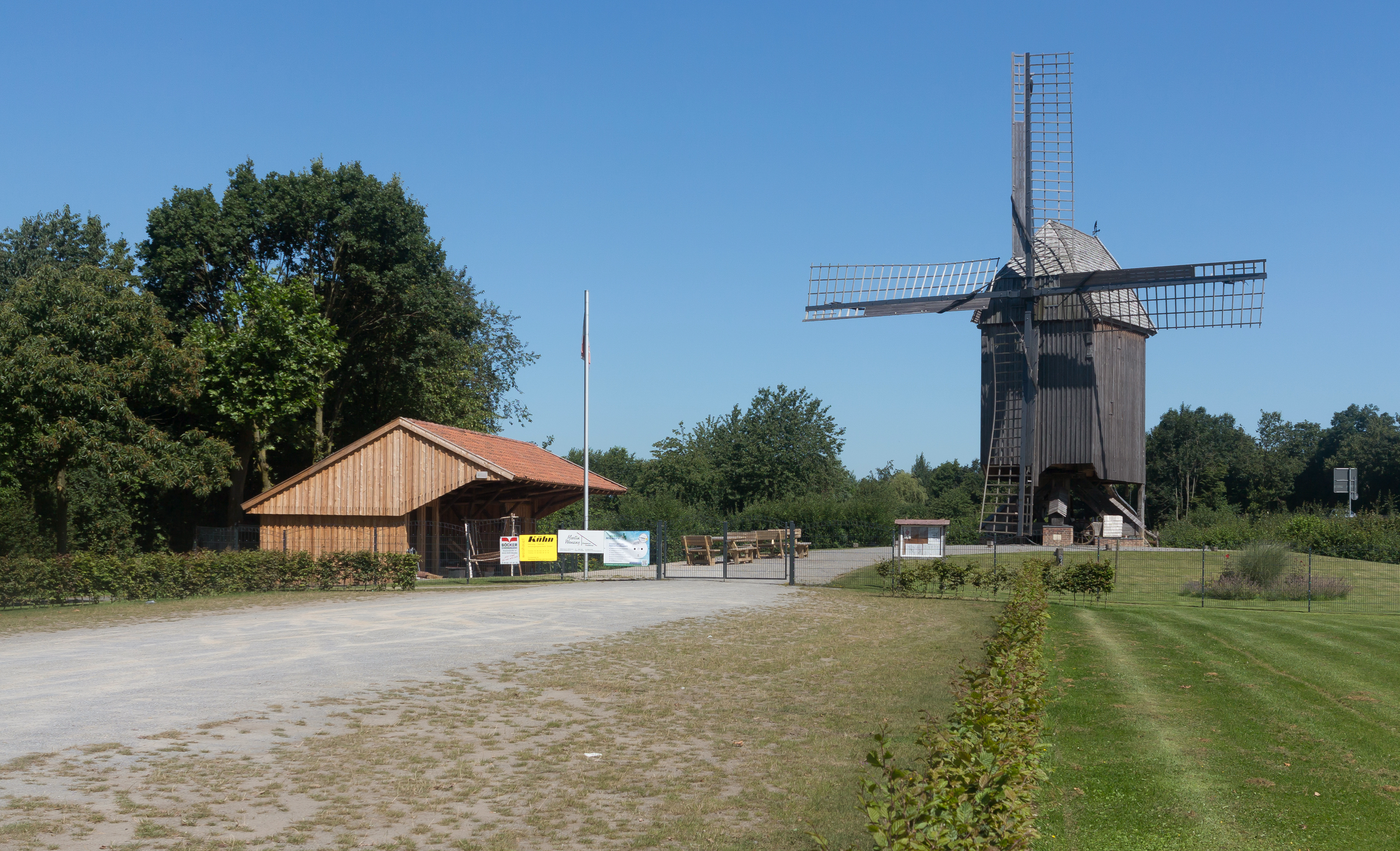
Weseke, el molino: Bockwindmühle
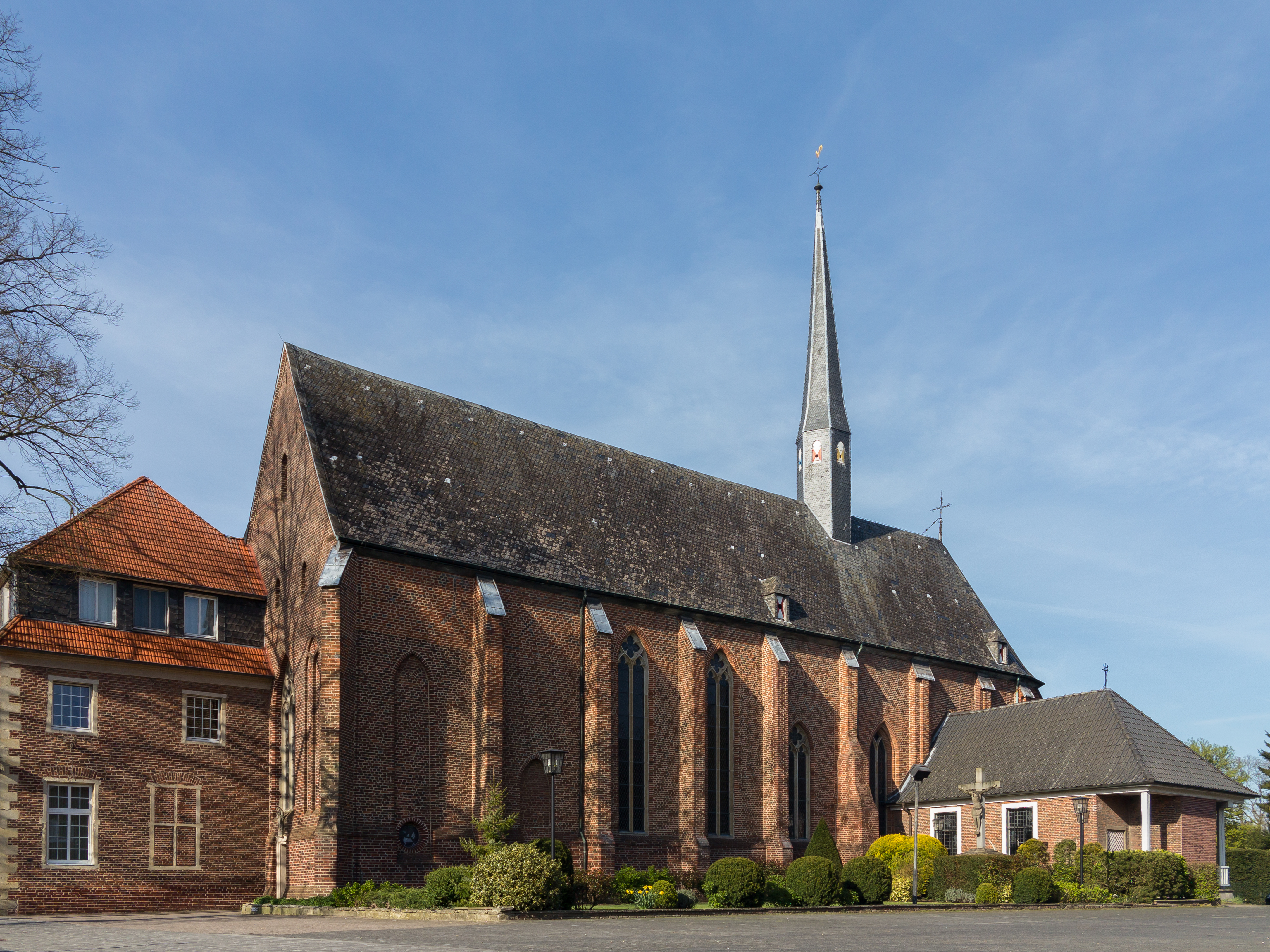
Burlo, el monasterio: Kloster Mariengarden
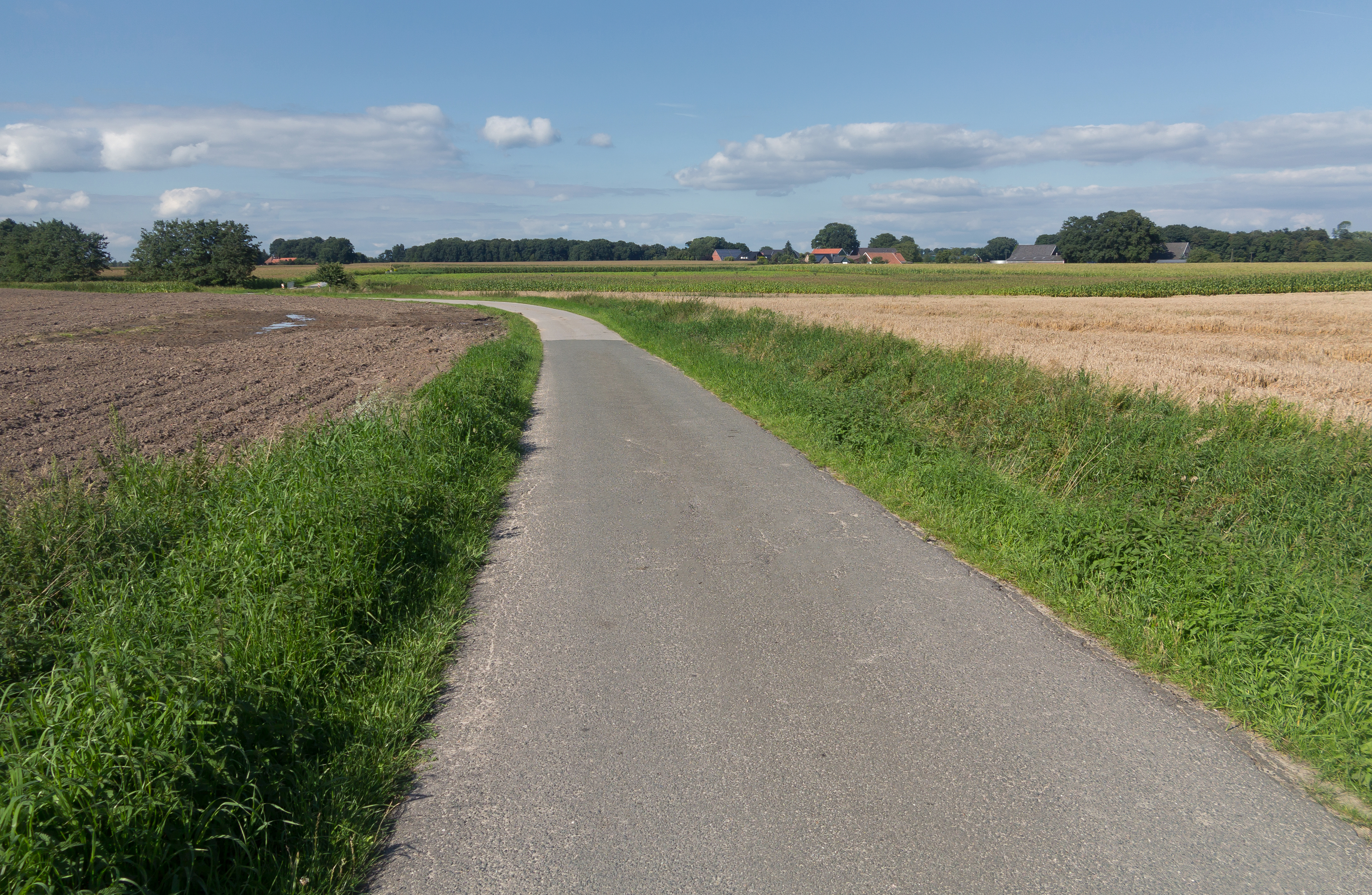
Borkenwirthe, el panorama cerca Weddingesch-Baulo